# Missouri Breaks
Pour les articles homonymes, voir Missouri.
Pour plus de détails, voir Fiche technique et Distribution.
Missouri Breaks (titre original The Missouri Breaks) est un film américain réalisé par Arthur Penn en 1976, produit par la United Artists

## Synopsis
Dans les mauvaises terres (les badlands près des rapides de la rivière Missouri au centre du Montana), Tom Logan et ses quatre acolytes sont des voleurs de bétail en 1880. Grâce au hold-up d'un train, ils achètent un petit ranch à côté de l'immense propriété d'un grand éleveur, David Braxton, arrivé dans la région trente ans auparavant et qui perpétue la tradition des jugements expéditifs pour les voleurs de bétail et de chevaux.
Un jeu du chat et de la souris s'engage alors entre Braxton et Logan : le bandit joue au paisible fermier mais vole les bêtes du notable, pend son contremaître (en réponse à l'exécution de son jeune complice, Sandy, pendu sans procès !) et couche avec sa fille unique. Aussi Braxton fait-il appel à un regulator réputé, Robert Lee Clayton, fou sadique mais traqueur habile, afin d'éliminer tous les gêneurs, Tom inclus.
Quand Clayton commence à éliminer un à un les amis de Tom avec une grande perversité, celui-ci se défend. Il aura le dernier mot en lui tranchant la gorge durant son sommeil. Puis il abattra Braxton, en légitime défense et sous les yeux de sa fille... Les deux amoureux décident alors de s'en aller chacun de leur côté tout en se faisant la promesse de promptes retrouvailles...

## Fiche technique
- Titre : Missouri Breaks
- Titre original : The Missouri Breaks
- Réalisateur : Arthur Penn
- Scénario : Thomas McGuane
- Directeur de la photographie : Michael Butler
- Montage : Jerry Greenberg, Stephen A. Rotter et Dede Allen
- Costumes : Patricia Norris
- Musique : John Williams
- Producteurs : Elliott Kastner et Robert M. Sherman
- Sociétés de production : Metro-Goldwyn-Mayer et United Artists
- Format : Couleurs
- Durée : 126 min
- Genre : Western
- Pays : États-Unis
- Dates de sortie : 
  - États-Unis : 18 mai 1976
  - France : 20 octobre 1976
- Classification : 
  - États-Unis[2] : PG
  - France[3] : interdit aux moins de 12 ans avec avertissement
- Affiche : Jouineau Bourduge (France)

## Distribution
- Marlon Brando (VF : Jean-Marc Bory) : Robert E. Lee Clayton
- Jack Nicholson VF : Jean-Pierre Moulin) : Tom Logan
- Randy Quaid (VF : Patrick Préjean) : Tod la Framboise dit "Little Tod"
- Kathleen Lloyd (VF : Béatrice Delfe) : Jane Braxton
- John McLiam (VF : Robert Bazil) : David Braxton
- Frederic Forrest (VF : Michel Paulin) : Cary
- Harry Dean Stanton (VF : Marc de Georgi) : Calvin
- John Ryan (VF : Serge Sauvion) : Cy
- Sam Gilman : Hank Rate
- Steve Franken (VF : Jacques Ciron) : le Kid abandonné
- Richard Bradford : Pete Marker
- James Greene (VF : Jacques Ferrière) : Hellsgate, le rancher
- Luana Anders : la femme du rancher
- Danny Goldman (en) (VF : Francis Lax) : Nelson, l'employé des bagages
- Hunter von Leer (en) : Sandy
- Charles Wagenheim : Freighter

## Scènes notables

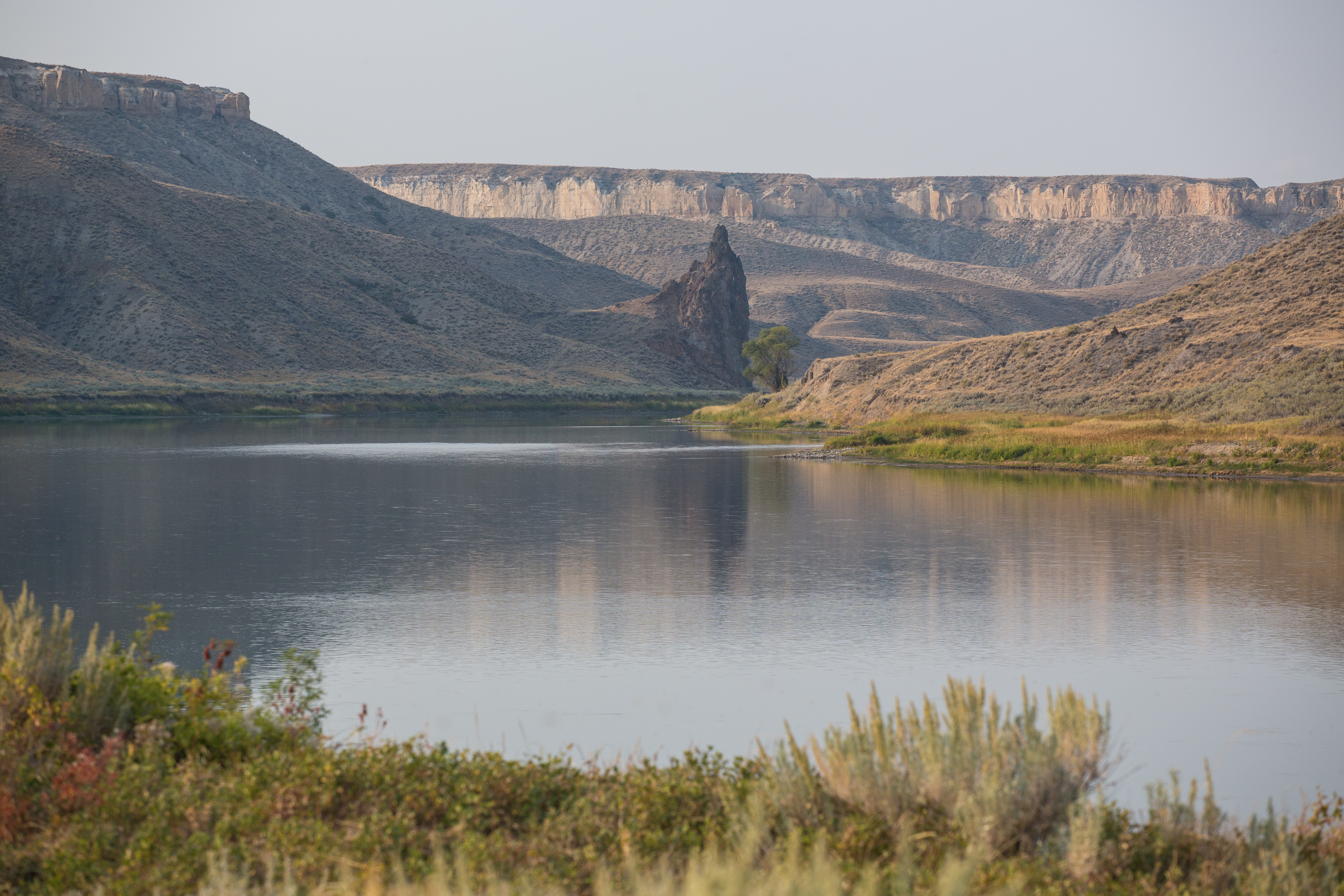
Paysage du monument national des Upper Missouri River Breaks.

La scène d'ouverture présente trois cavaliers arrivent de l’horizon, paisiblement, à travers une mer d’herbe « à bisons » qui, comme le dit le plus âgé, monte jusqu’aux étriers des montures. L’homme, cheveux blancs et vêtement élégant, questionne aimablement le plus jeune des cavaliers, un cow-boy blond à taches de rousseur (naturellement surnommé Sandy), et s’assure qu’il aime la nature et le pays où ils chevauchent. Il décrit au garçon la nature vierge qu’il a découverte là trente ans auparavant, quand il est arrivé avec 8 000 têtes de bétail et sa bibliothèque ; seuls les voleurs de bétail, lui dit-il en substance, l’ont vraiment gêné au cours des décennies. Les cavaliers arrivent à un petit bois où une troupe d’hommes et de femmes de différentes classes sociales semblent attendre le début d’un spectacle. Les trois cavaliers s’arrêtent sous un arbre, on demande à Sandy si on doit fouetter son cheval ou s’il va l’éperonner lui-même, et soudain il est pendu par le cou à une haute branche, ses pieds qui sortent des larges pantalons de cuir s’agitent à un mètre du sol, et il tourne sur lui-même. Un grand propriétaire, Braxton, aidé de son contremaître, vient de pendre un voleur de bétail. Une jeune femme éperonne son cheval et s’éloigne au galop : c’est la fille unique de Braxton, elle réprouve les exécutions « à l’ancienne ».
L’arrivée de Clayton, le regulator tueur de voleurs, au ranch de Braxton : Brando lui donne d’emblée sa dimension de grand pervers.
Le raid des amis de Logan sur un poste de la Police montée canadienne, dans le but totalement outrecuidant d'en voler les chevaux. Le calme règne dans la vallée, c’est un beau dimanche matin d’automne, seul résonne l’hymne Bringing In the Sheaves : tous les policiers sont réunis dans la chapelle du poste. Un flot de magnifiques chevaux s’élance hors des corrals, vers la frontière. Mais la Police Montée ne se laisse pas voler ses chevaux facilement…
Les descriptions de la nature (en particulier du cours supérieur du Missouri, personnage induit du film), mais aussi des saloons, whore-houses (lupanars) et villes champignons du territoire. À Big-Hole, une de ces villes minières à la rue centrale boueuse, Clayton délaisse sa méthode préférée (le tir de ses cibles à longue distance grâce à son fusil Sharps modèle Creedmore de précision) et travaille de près : déguisé en respectable granny (grand-mère) avec robe, tablier et capote à rubans, il tire sur un des voleurs à travers la porte d’un cabinet d’aisance. Et le soir, toujours vêtu en aïeule, il incendie la cabane où dort un autre voleur, le laisse se traîner à l’extérieur pour éteindre les flammes dont il est couvert, s’approche de sa victime sidérée en chantonnant moqueusement "Smoked meat…" (« Viande fumée...»), et le tue en lui lançant dans le front son arme blanche secrète, une croix de fer aux branches aiguisées.

## Accueil de la critique
Au moment d'une diffusion télévisée, François Ramasse écrivait dans Télérama :
« Tous les ingrédients du western classique sont là. Mais Arthur Penn décline ces figures de répertoire à sa façon : disséminées, les scènes s'étirent sur un tempo ralenti ; les plans rapprochés prolifèrent, campant les personnages grâce aux dialogues, voire aux pesants silences ; l'action fuse par instants, rare et violente. Le vieil Ouest se meurt et Penn contribue à son enterrement, avec sa vision décapante, non dépourvue d'humour. Tous les mythes fondateurs vacillent et, sortis de leurs oripeaux, les « héros » s'humanisent. Film des petits espaces, Missouri Breaks se savoure moderato. En pleine possession de son art, le réalisateur de Little Big Man fascine aussi bien par son utilisation des couleurs (un bain de jaunes) que par les numéros contrastés de ses deux monstres, Brando dans un numéro parodique, Nicholson tout en retenue. Le résultat est exceptionnel. »

## Influences
Dans le film Old de M. Night Shyamalan, le chirurgien Charles demande à plusieurs reprises - symptômes de sa schizophrénie - dans quel film Jack Nicholson a joué avec Marlon Brando.